# Mountain (Dakota del Norte)
Mountain es una ciudad ubicada en el condado de Pembina en el estado estadounidense de Dakota del Norte. En el censo de 2010 tenía una población de 92 habitantes y una densidad poblacional de 261,19 personas por km².

## Geografía
Mountain se encuentra ubicada en las coordenadas 48°41′3″N 97°51′54″O / 48.68417, -97.86500. Según la Oficina del Censo de los Estados Unidos, Mountain tiene una superficie total de 0.35 km², de la cual 0.35 km² corresponden a tierra firme y (0%) 0 km² es agua.

## Demografía
Según el censo de 2010, había 92 personas residiendo en Mountain. La densidad de población era de 261,19 hab./km². De los 92 habitantes, Mountain estaba compuesto por el 97.83% blancos, el 0% eran afroamericanos, el 1.09% eran amerindios, el 0% eran asiáticos, el 0% eran isleños del Pacífico, el 1.09% eran de otras razas y el 0% pertenecían a dos o más razas. Del total de la población el 1.09% eran hispanos o latinos de cualquier raza.